# Riera de l'Om (Moià)
La riera de l'Om, a Monistrol de Calders conegut com a torrent de la Baga Cerdana, és una riera o torrent que discorre pel terme municipal de Moià, al Moianès.
Es forma al nord de Moià, a la urbanització de Montví de Baix, en una petita conca delimitada a ponent pel Serrat del Xana i a llevant pel Serrat de Parrella, a l'Escalada de l'Alzina, des d'on davalla cap al sud-sud-oest; deixa a la dreta el Serrat de Caselles i la masia de Caselles, on canvia de direcció, cap a ponent.
Des d'aquest lloc deixa a l'esquerra -sud- la Baga de Caselles i a l'indret on hi ha la Font de Caselles rep per la dreta el torrent de Caselles. Torna a girar, altre cop cap al sud-sud-oest, troba la Font de la Mina, on deixa a ponent la masia de Coromines, deixa a la dreta el Restoblet i els Camps de la Riera i a l'esquerra el Clot de la Mina i la Mina, just en el moment que arriba al costat de llevant del Turó de Sant Andreu, on hi ha les restes del Castell de Clarà i de l'església de Sant Andreu de Clarà.
Deixa a la dreta la Costa de Sant Andreu i, de seguida, la Caseta d'en Fermí, i tot seguit a l'esquerra les Terres de Sant Andreu, i troba dues fonts més: la Font del Rot i la Font de la Caseta. Discorrent pel vessant de llevant del Serrat de Bussanya, deixa a ponent el Camp de la Riera i a llevant les Espedroses, i de seguida, altre cop a ponent, la Creu de l'Om, just abans de travessar per sota la carretera N-141c.
Tot seguit, recorre de nord a sud el vessant de llevant del Serrat de la Talaia, amb la masia de la Talaia, on troba el Gorg de l'Alba. De seguida arriba al costat nord de la Baga Fosca de la Talaia, on gira quasi en angle recte cap a ponent, deixant a l'esquerra el Serrat Cirerer. Poc després passa al sud de Casagemes, deixant a l'esquerra la Baga Fosca de Casagemes i el Serrat del Bosc Codí, fins que arriba davant de la Serra de la Moretona. En aquest lloc gira cap al sud-oest, resseguint tota aquesta serra, per sota del Cingle del Vilardell, alhora que ressegueix la Serra de Vilarjoan, que queda a migdia. Rep per la dreta el torrent de la Moretona, i arriba al que foren terres de Sabruneta. Passa a llevant del Solà de Sabruneta i a ponent de l'extrem de la Serra de Vilarjoan, on hi ha la Roca Llorenç, i on rep per l'esquerra el torrent de Vilarjoan. Deixa a la dreta les ruïnes de la masia de Sabruneta i les Saleres del Solà,
La Riera de l'Om emprèn un darrer tram amb un curs molt tortuós, amb constants meandres que el fan canviar constantment de direcció, fins que arriba al Gorg Joliu, passat el qual abandona el terme municipal de Moià i entra en el de Monistrol de Calders, moment en què deixa d'anomenar-se riera de l'Om i passa a ser el torrent de la Baga Cerdana.